# ری هاک-سون
ری هاک-سون (انگلیسی: Ri Hak-son) یا لی هاک سون (انگلیسی: Li Hak-son؛ زادهٔ ۱۲ اوت ۱۹۶۹) کشتی‌گیر سابق اهل کره شمالی است.
از افتخارات وی میتوان به کسب مدال وزن ۵۲ کیلوگرم در بازی‌های المپیک تابستانی ۱۹۹۲ اشاره کرد.